# 배트맨 (드라마)
《배트맨》(영어: Batman)은 DC 코믹스의 동명의 만화이자 슈퍼히어로를 원작으로 한 미국의 실사 드라마이다. 애덤 웨스트가 배트맨 역을 맡고, 버트 워드가 로빈 역을 맡았다.
1966년 1월 12일부터 1968년 3월 14일까지 ABC에서 방영되었다.

## 등장인물
| 캐릭터                        | 배우                                                  | 설명 |
| ----------------------------- | ----------------------------------------------------- | ---- |
| 브루스 웨인 / 배트맨          | 애덤 웨스트                                           |      |
| 딕 그레이슨 / 로빈            | 버트 워드                                             |      |
| 바버라 고든 / 배트걸          | 이본 크레이그                                         |      |
| 알프레드 페니워스             | 앨런 네이피어                                         |      |
| 제임스 고든 경사              | 닐 해밀턴                                             |      |
| 마일스 클랜시 오하라 경찰청장 | 스태퍼드 렙                                           |      |
| 해리엇 쿠퍼                   | 매지 블레이크                                         |      |
| 캣우먼                        | 줄리 뉴마(1-2시즌) 리 메리웨더(극장판) 어사 킷(3시즌) |      |
| 에그헤드 / 에드거 히드        | 빈센트 프라이스                                       |      |
| 조커                          | 시저 로메로                                           |      |
| 매드 해터 / 저비스 테치       | 데이비드 웨인                                         |      |
| 미스터 프리즈 / 아트 시벨     | 조지 샌더스 오토 프레민저 일라이 월릭                 |      |
| 펭귄                          | 버지스 메러디스                                       |      |
| 리들러                        | 프랭크 고신(1시즌, 3시즌) 존 애스틴(2시즌)            |      |
| 아처 / 벤 터너                | 아트 카니                                             |      |
| 블랙 위도우 / 올리비아 블랙   | 털룰라 뱅크헤드                                       |      |
| 북웜 / I. N. 킹거             | 로디 맥다월                                           |      |
| 클락 킹 / 모리스 테치         | 발터 슬레차크                                         |      |
| 팰스페이스                    | 맬러카이 스론                                         |      |
| 셰임                          | 클리프 로버트슨                                       |      |
| 젤다 대왕                     | 앤 백스터                                             |      |